# 山内佳菜子
山内 佳菜子（やまうち かなこ、1981年1月8日 - ）は、日本の政治家、新聞記者。立憲民主党所属の参議院議員（1期）。元宮崎県議会議員（2期）。

## 来歴
宮崎県宮崎市出身。宮崎市立檍小学校、宮崎大学教育学部附属中学校、宮崎県立宮崎西高等学校理数科卒業。2003年3月、東北大学法学部卒業。2004年4月、宮崎日日新聞社に入社、同紙記者を19年務めた。
2021年年11月14日に行われた宮崎県議会議員補欠選挙（宮崎市選挙区、改選数2）に立憲民主党公認で立候補し、初当選。2023年の県議選で再選した。
党県連代表の渡辺創から出馬の打診を受け、2025年3月1日に第27回参議院議員通常選挙に宮崎県選挙区（改選数1）から立憲民主党公認で立候補する意向を正式に表明した。立憲民主党、国民民主党、社会民主党は候補の一本化に合意した。さらに6月27日、日本共産党宮崎県委員会は同選挙区での対応について、党の独自候補を擁立せず、山内を自主支援すると発表し、野党系候補者の一本化が図られた。
同年7月20日に行われた投開票の結果、自由民主党現職の長峯誠、参政党新人、NHK党新人を下し、初当選した。次点の長峯とは4791票差の僅差だった。宮崎県内の選挙区から女性が当選したのは、大橋喜美が当選した1946年の衆院選以来、79年ぶり。当時は明治憲法下の帝国議会であり、現行憲法下では山内が「宮崎初の女性国会議員」となった。

## 人物
息子が2人いる。
2024年にシングルマザーとなったことを第27回参議院議員通常選挙の選挙戦中に自ら公表している。

## 選挙歴
| 当落 | 選挙                         | 執行日         | 年齢 | 選挙区       | 政党       | 得票数     | 得票率 | 定数 | 得票順位 /候補者数 | 政党内比例順位 /政党当選者数 |
| ---- | ---------------------------- | -------------- | ---- | ------------ | ---------- | ---------- | ------ | ---- | ------------------ | ---------------------------- |
| 当   | 2021年宮崎県議会議員補欠選挙 | 2021年11月14日 | 40   | 宮崎市選挙区 | 立憲民主党 | 3万603票   | 51.29% | 2    | 1/4                | /                            |
| 当   | 2023年宮崎県議会議員選挙     | 2023年4月9日   | 42   | 宮崎市選挙区 | 立憲民主党 | 1万3112票  | 11.89% | 12   | 1/17               | /                            |
| 当   | 第27回参議院議員通常選挙     | 2025年07月20日 | 44   | 宮崎県選挙区 | 立憲民主党 | 19万3909票 | 39.65% | 1    | 1/4                | /                            |